# 灰汤镇
灰汤镇是中国湖南省宁乡市下辖镇，因温泉而得名，位于宁乡市中南部。地缘上，灰汤镇西北部与枫木桥乡接壤，东北部与偕乐桥镇毗邻，南接湘乡市金薮乡。辖域面积43平方公里，总人口2.3万人（2000年人口普查20,559人）。灰汤温泉为中国四大高温复合泉之一，富含丰富的矿物质与微量元素。镇区（含温泉区）面积8平方公里，已建成面积约4平方公里，已有完善的休闲度假设施。

## 历史
- 由原灰汤乡和东务山乡于1995年合并设立。
- 2015年11月19日，枫木桥乡、偕乐桥镇和灰汤镇成建制合并设立灰汤镇。[1]

## 区划
下辖16个村1社区，分别为汤泉社区、偕乐社区，宁南村、双建村、灰汤村、金农村、将军村、竹田村、双盆村、八石村、杏村、洞庭村、新风村、永兴村、牛角湾村、古南桥村、花果山村和枫木桥村。
灰汤镇现辖：
偕乐桥社区、金农村、将军村、汾华村、竹田村、双盆村、八石村、康宁村、福建村、水南村、汤泉社区、泉江村、花果村、宁南村、新联村、双建村和灰汤村。

## 地理
沩水河的一条支流流经该镇。
洞庭水库是当地的一座水库。

## 教育
- 初中：灰汤中学

## 旅游景点
灰汤温泉和东鹜山桃花谷是宁乡市知名旅游景点和休闲地。

## 交通
长韶娄高速公路穿过该镇南部。
县道X096往西北并入S209，可以到横市镇；往东北可以到资福镇。
县道X043往南和县道X044交叉，可以到西南方的湘乡市金薮乡。